# Goruszka (rejon diedowiczski)
Goruszka (ros. Горушка) – wieś (ros. деревня, trb. dieriewnia) w zachodniej Rosji, w wołoscie Pożeriewickaja (osiedle wiejskie) rejonu diedowiczskiego w obwodzie pskowskim.

## Geografia
Miejscowość położona jest w pobliżu jeziora Gorodnowskoje, 15,5 km od centrum administracyjnego osiedla wiejskiego (Pożeriewicy), 23 km od centrum administracyjnego rejonu (Diedowiczi), 81 km od stolicy obwodu (Psków).
W granicach miejscowości znajdują się ulice: Centralnaja, Lesnaja, Oziernaja.

## Demografia
W 2010 r. miejscowość zamieszkiwało 111 osób.